# 冯卓君
冯卓君（1991年7月24日—），中华人民共和国安徽蚌埠人，《英雄联盟》前职业选手。2012年加入WE电子竞技俱乐部并担任辅助位置，2012年12月3日随队取得IPL5冠军，2014年2月10日加入EDG电子竞技俱乐部，担任辅助位置兼队长，2015年1月16日宣布退役。退役后在斗鱼TV直播。